# Ситицк
Ситицк (бел. Сі́ціцк) — деревня в Столинском районе Брестской области Беларуси. В составе Плотницкого сельсовета.

## География
Расстояние до Столина 25 км, до Бреста 196 км.
Расположен между ландшафтным заповедником Средняя Припять и биологическим заповедником «Тырвовичи».

## Население

### Численность
- 2019 год — 67 жителей

### Динамика
- 2019 год — 67 жителей (перепись населения)

## Достопримечательность
- Православная часовня

### Утраченное наследие
- Свято-Покровская церковь, XIX век

## Галерея

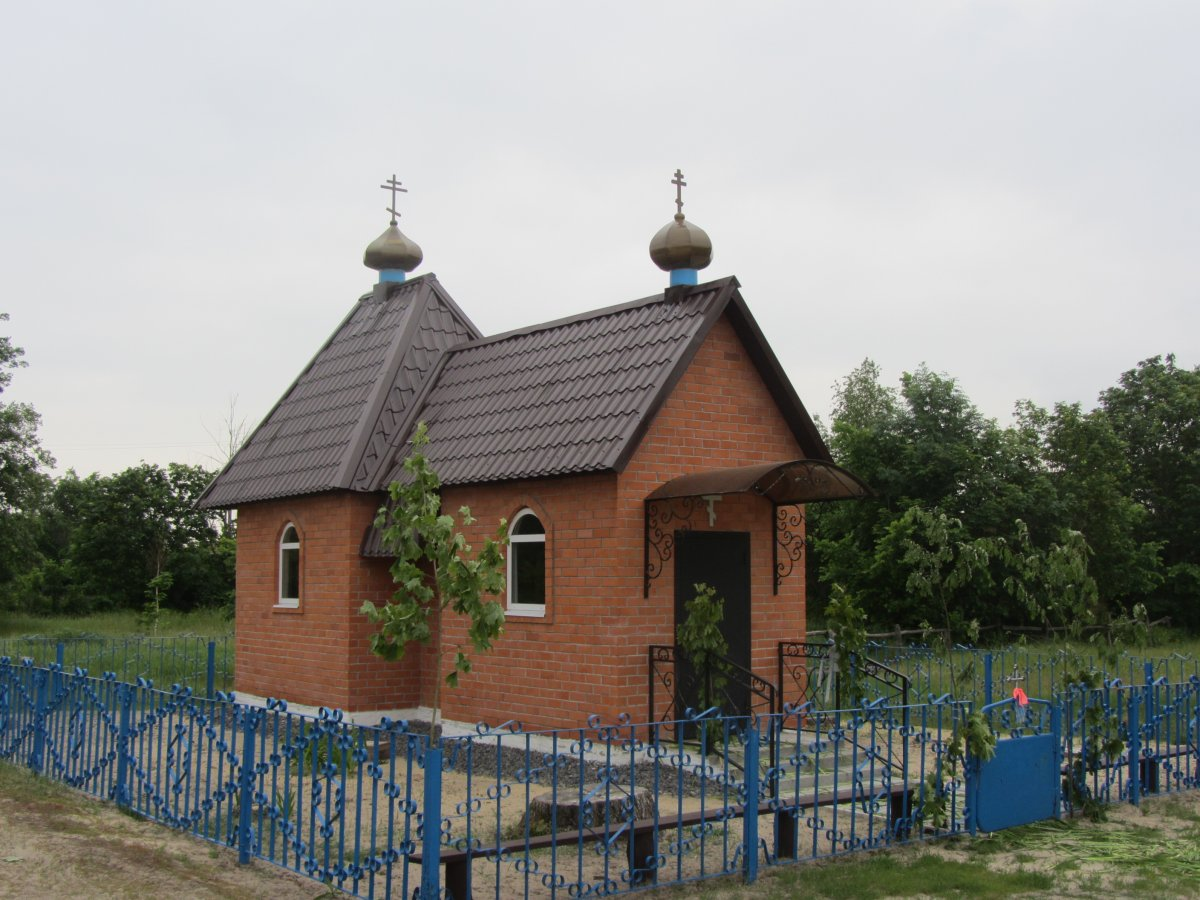
Новая часовня
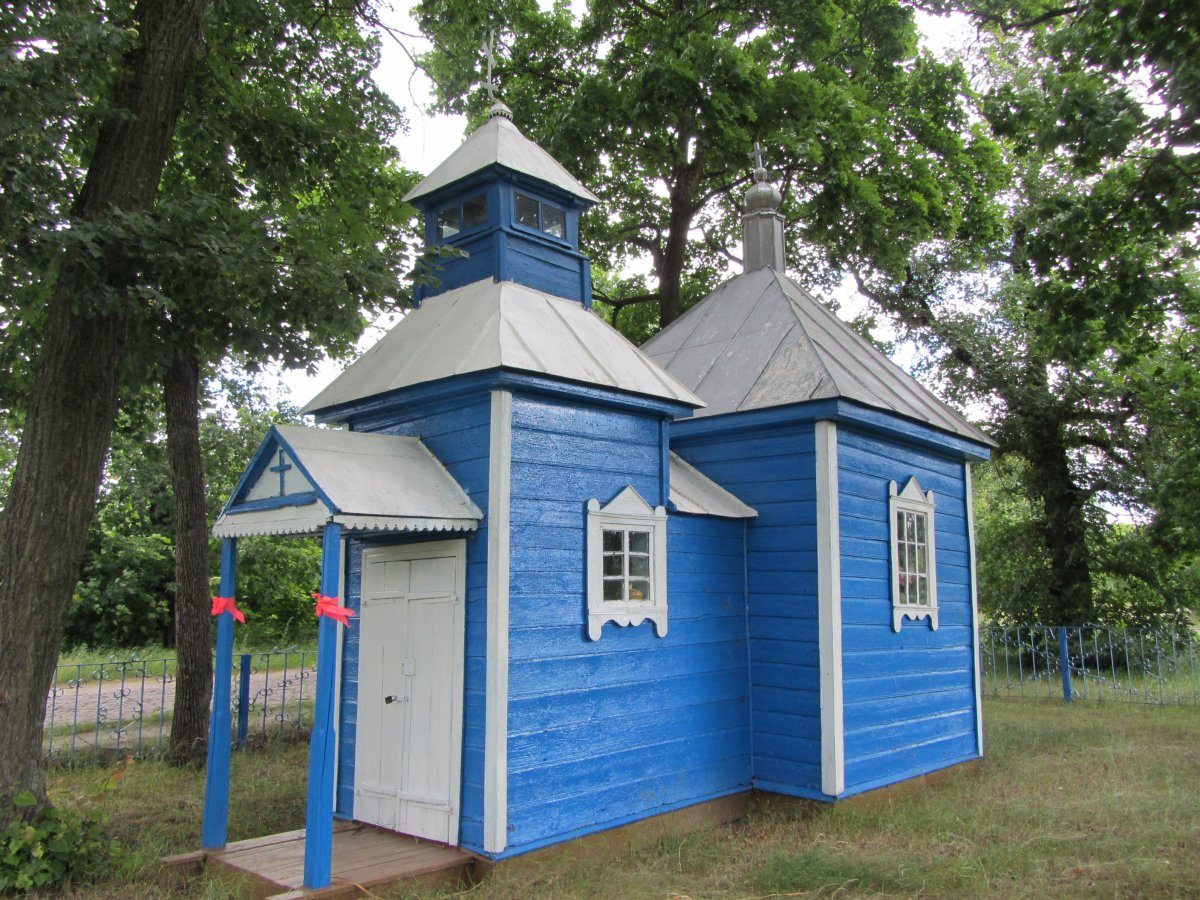
Старая часовня
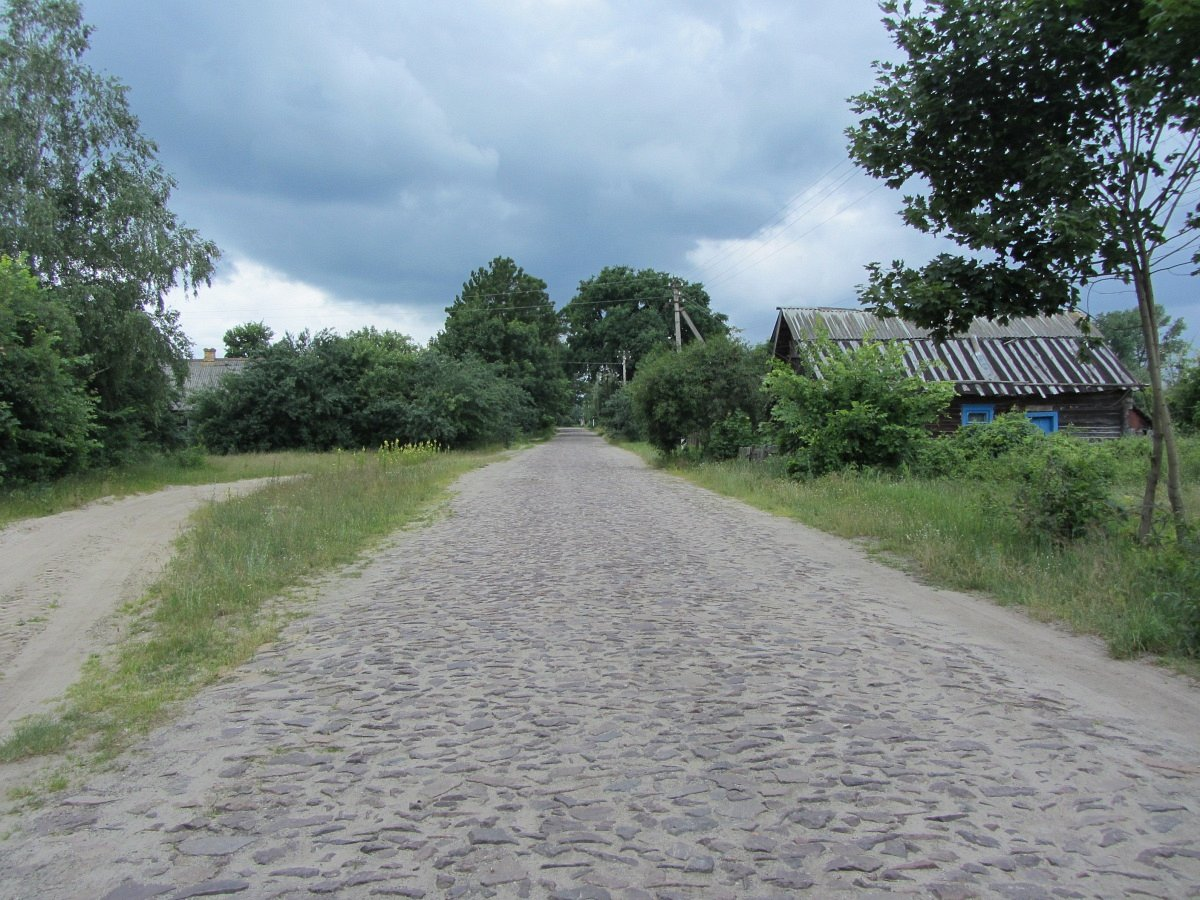
Дорога
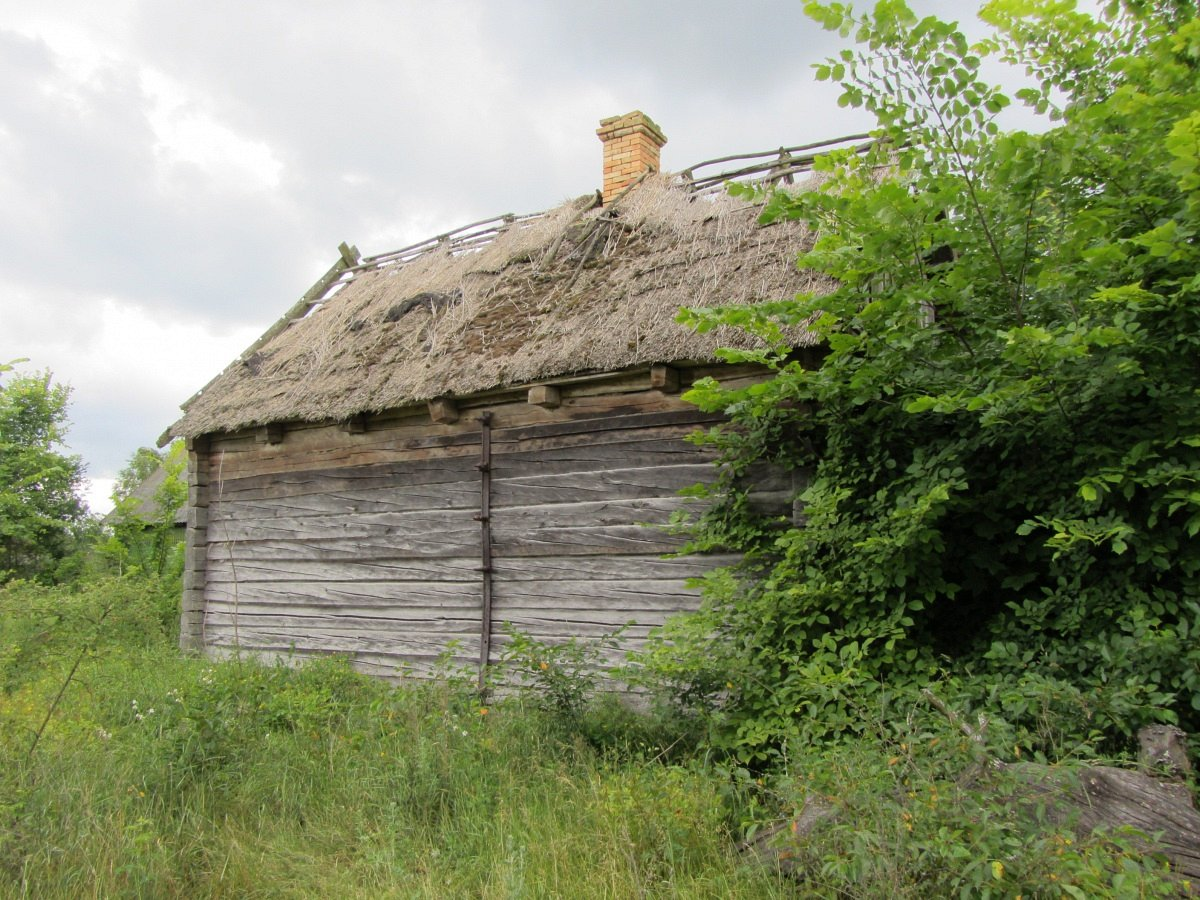
Хата